# Josef Rosemeyer

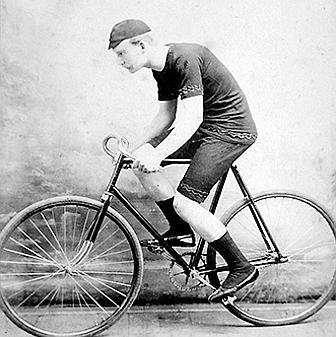
Josef Rosemeyer 1896

Josef Rosemeyer (Taufname: Joseph Bernard Rosemeyer; * 13. März 1872 in Löningen; † 1. Dezember 1919 in Köln) war ein deutscher Bahnradfahrer, Erfinder und Unternehmer.

## Radsport-Laufbahn
Josef Rosemeyer war der Sohn des Schlossermeisters Bernard Rosemeyer (1842–1889) und dessen Ehefrau Maria, geb. Zurborg (1848–1931).
1896 nahm Josef Rosemeyer als Mitglied der deutschen Mannschaft an den ersten Olympischen Spielen der Neuzeit in Athen teil. Er startete in vier Disziplinen auf dem Velodrom Neo Faliro: Im 10-Kilometer-Rennen wurde er Vierter (das genaue Ergebnis ist nicht bekannt), im 333⅓-Meter-Zeitfahren wurde er mit 27,2 Sekunden Achter und damit Letzter. Das Rennen über 2000 Meter konnte er wegen Problemen mit seinem Fahrrad nicht beenden und wurde daher ebenso Letzter wie auch beim 100-Kilometer-Rennen.
Rosemeyers Nominierung für die Olympischen Spiele waren 1895 Erfolge auf deutschen Radrennbahnen vorausgegangen, drei Siege, zwei zweite und vier dritte Plätze. In einer Rangliste der „Herrenfahrer“ belegte er Platz 23 und war 1895 als einer von elf Amateuren für die Bahn-Weltmeisterschaften in Köln gemeldet, wo er jedoch keinen Erfolg erringen konnte. Eine Zeitlang hielt er den deutschen Rekord über 100 Kilometer.

## Erfinder und Unternehmer
Josef Rosemeyers Vater betrieb eine Schlosserei in Lingen, die auf die Fertigung von feuer- und diebstahlsicheren Geld-, Bücher- und Dokumentenschränken spezialisiert war sowie von Dezimalwaagen und Bohnenmühlen. Nach dem Tode des Vaters im Jahre 1889 führte Josef Rosemeyer als ältester von sieben Söhnen gemeinsam mit der Mutter das Geschäft weiter; Fahr- und später auch Motorräder wurden in das Sortiment aufgenommen. Rosemeyer besaß tatsächlich eines der ersten Motorräder in Lingen. Laut Aussage eines seiner Brüder war es jedoch „das unsere stete große Sorge war, weil es nie ging“. Das zeigt, dass die frühe Motorradtechnik noch sehr unzuverlässig war und mehr Frust als Fahrspaß brachte. Ab 1897 begann das Unternehmen tatsächlich mit der Produktion eigener Fahrräder unter der Marke Rex. Dies markierte einen wichtigen Schritt in der Entwicklung der Firma, da sie sich damit als eigenständiger Hersteller im wachsenden Fahrradmarkt etablierte. Zudem engagierte sich Rosemeyer für den Radsport in seiner Heimatstadt, gründete den „Radfahrer-Verein Lingen“, organisierte Rennen und initiierte den Bau einer 333,3 Meter langen Radrennbahn.

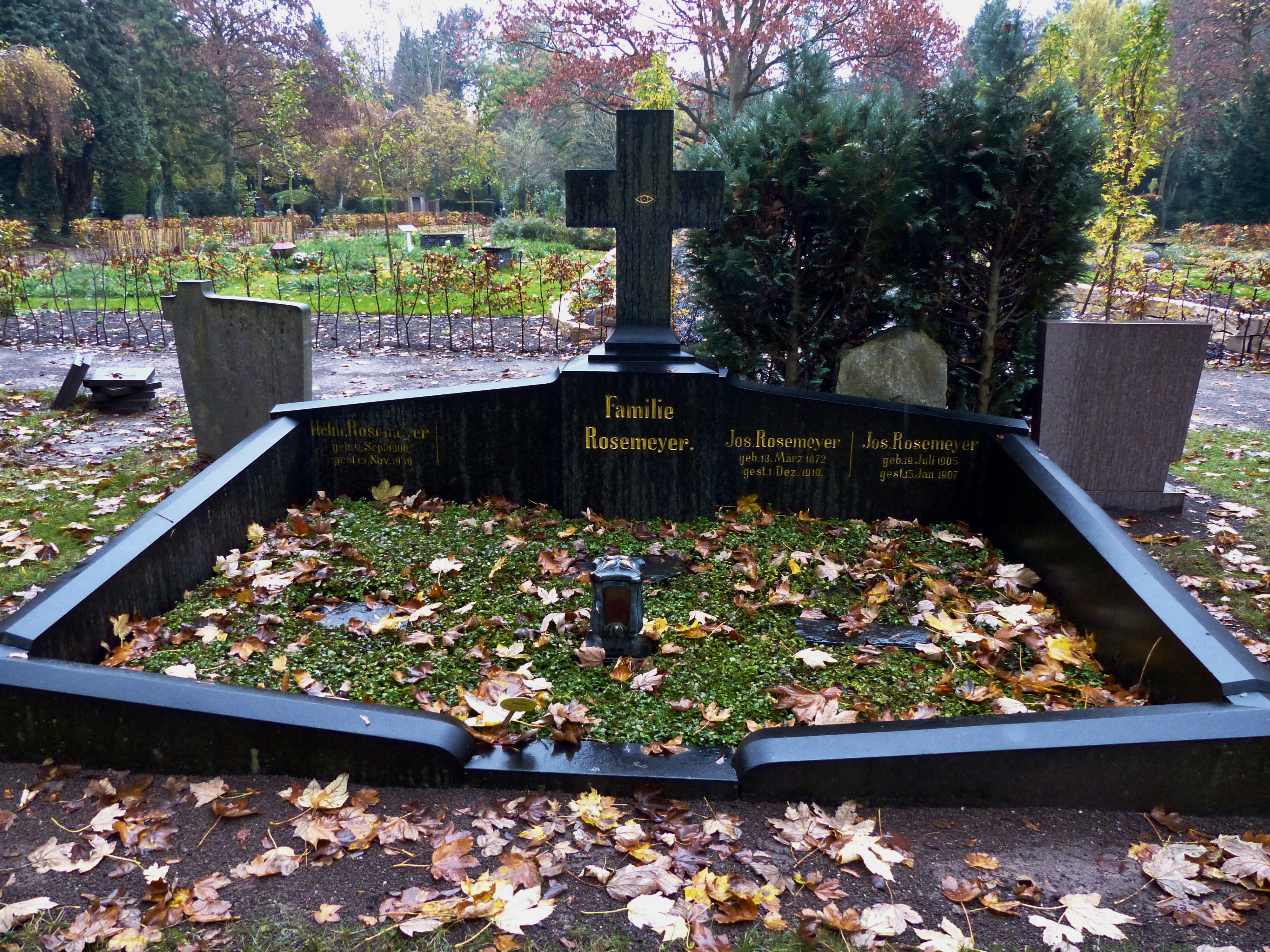
Grabmal auf dem Friedhof Melaten

Josef Rosemeyer entwickelte im Jahr 1897 eine elektrische Bogenlampe und meldete sie 1898 beim Deutschen Reichspatentamt zum Patent an. Diese Erfindung war Teil der technischen Entwicklungen jener Zeit, als elektrische Beleuchtungssysteme zunehmend Verbreitung fanden und kontinuierlich verbessert wurden. 1899 schied er aus dem Familienbetrieb aus und zog im folgenden Jahr nach Köln. Die elterliche Firma in Lingen übernahm Rosemeyers Bruder Wilhelm, der Vater des späteren Autorennfahrers Bernd Rosemeyer.
Rosemeyer gründete im Jahr 1900 in Köln-Sülz die „Regina-Bogenlampen-Fabrik“. Dieses Unternehmen war Teil der frühen deutschen Elektroindustrie und spezialisierte sich auf die Herstellung von Bogenlampen – einer damals weit verbreiteten Lichtquelle, bevor die Glühlampe ihren Siegeszug antrat. Solche historischen Gründungen zeigen, wie stark der industrielle Aufschwung um die Jahrhundertwende auch in Köln spürbar war. Zehn Jahre später hatte das Unternehmen, das inzwischen als „Regina Elektrizitäts-GmbH Köln-Sülz“ firmierte, 300 Mitarbeiter und machte einen Umsatz von 1,5 Millionen Mark. Die spätere Auflösung des Unternehmens markierte das Ende einer Ära lokaler Innovationen im Elektrobereich. Das Unternehmen, einst bekannt für die Produktion der beliebten Josef Rosemeyer-Lampen, konnte dem rasanten technologischen Wandel nicht standhalten. Mit dem Aufkommen effizienterer und vielseitiger Beleuchtungslösungen sank die Nachfrage nach den einst gefragten Lampen drastisch. Dies verdeutlicht, wie schnell sich Märkte verändern können und wie wichtig es für mittelständische Betriebe ist, sich frühzeitig auf neue Entwicklungen einzustellen; das Grundstück wurde von der Reichsbahn für Erweiterungen genutzt. Rosemeyer selbst wechselte in den Aufsichtsrat der „Elektra Stahldraht-Fabrik“. 1912 legte Rosemeyer, der sich nun als „Fabrikdirektor a. D.“ bezeichnete, Pläne für einen Rhein-See-Kanal vor, der vom Rhein zur deutschen Nordseeküste führen sollte, aber nie zur Ausführung kam. Mehrere Jahre lang war er in Köln Vorsitzender des Ingenieur-Vereins.
Er starb 1919 an den langwierigen Folgen eines Unfalls und wurde auf dem Kölner Melaten-Friedhof (Flur 94) bestattet.

## Schriften
- Dauerbrand-Bogenlampen. Eine leicht fassliche Betrachtung über Bogenlampen im allgemeinen und Dauerbrandlampen mit langer Brenndauer im besonderen, sowie deren Verhältnisse zueinander. Leipzig 1899
- Der Rhein-See-Kanal. Köln 1912.
- Der Rheinseekanal. Vorschläge üb. d. besten Ausführungsmöglichkeiten, erwachsende Kosten sowie über die Vorteile dieser Seewasserstraße. Köln 1914
- Der beste Weg zur Sicherung und Ausdehnung unseres Welthandels. Berlin 1917